# Szűz Mária-székesegyház (Urakami)

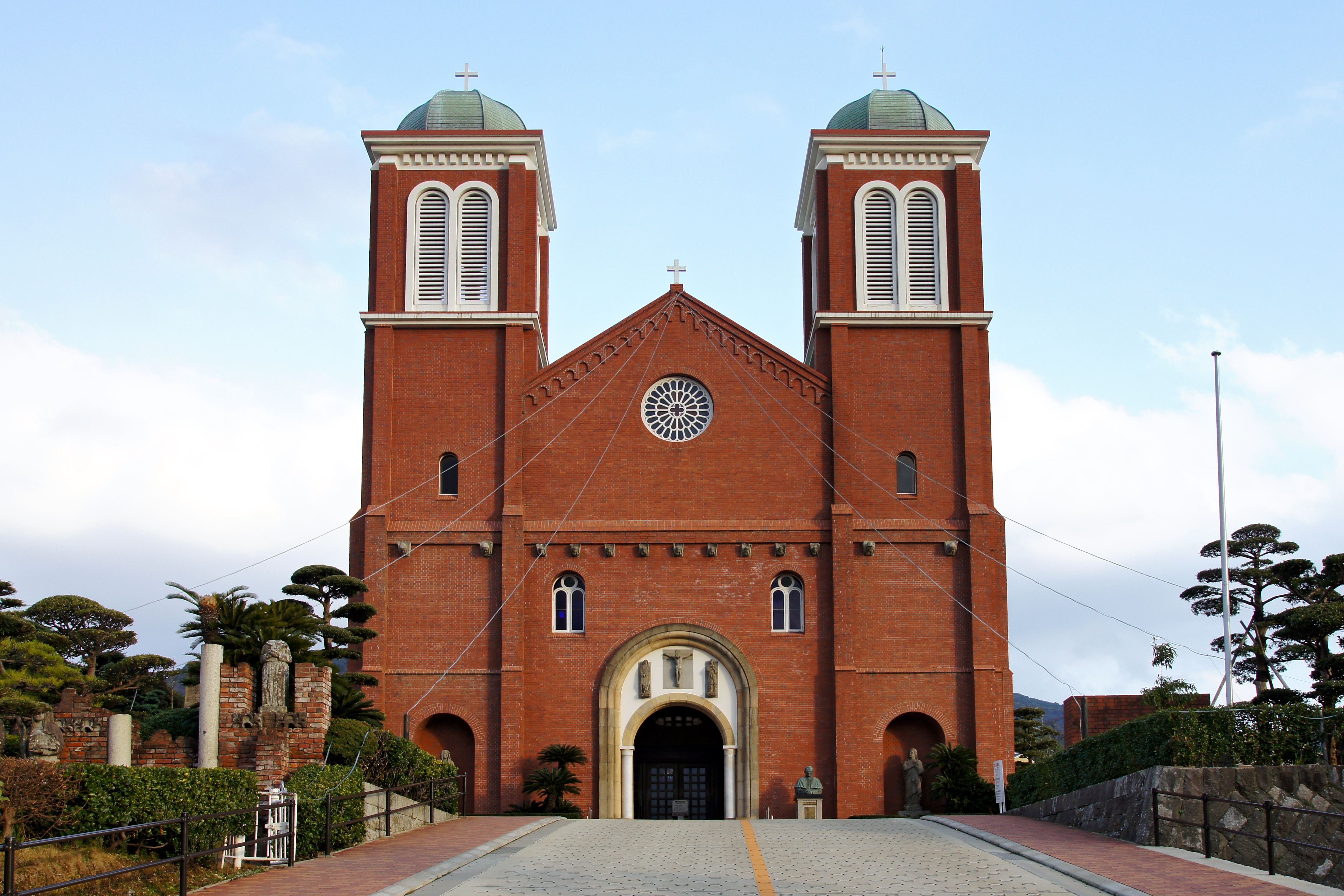
Az urakami katedrális 2004-ben

Az urakami székesegyház vagy Szűz Mária-székesegyház (japánul: 浦上天主堂 Urakami Tenshudō) római katolikus templom Nagaszaki japán város Urakami városrészében.

## Története
1865-ben az akkori püspök felfedezte, hogy Urakami lakói szinte kivétel nélkül keresztények, így felmerült egy nagyobb katedrális építésének gondolata. Így kezdődhetett meg 1895-ben a neoromán stílusú téglaépület álmának megvalósítása. A két 64 méteres tornyot 1875-ben építették hozzá. A templom teljesen 1914-re készült el, és ekkor Kelet-Ázsia legnagyobb katolikus temploma volt.

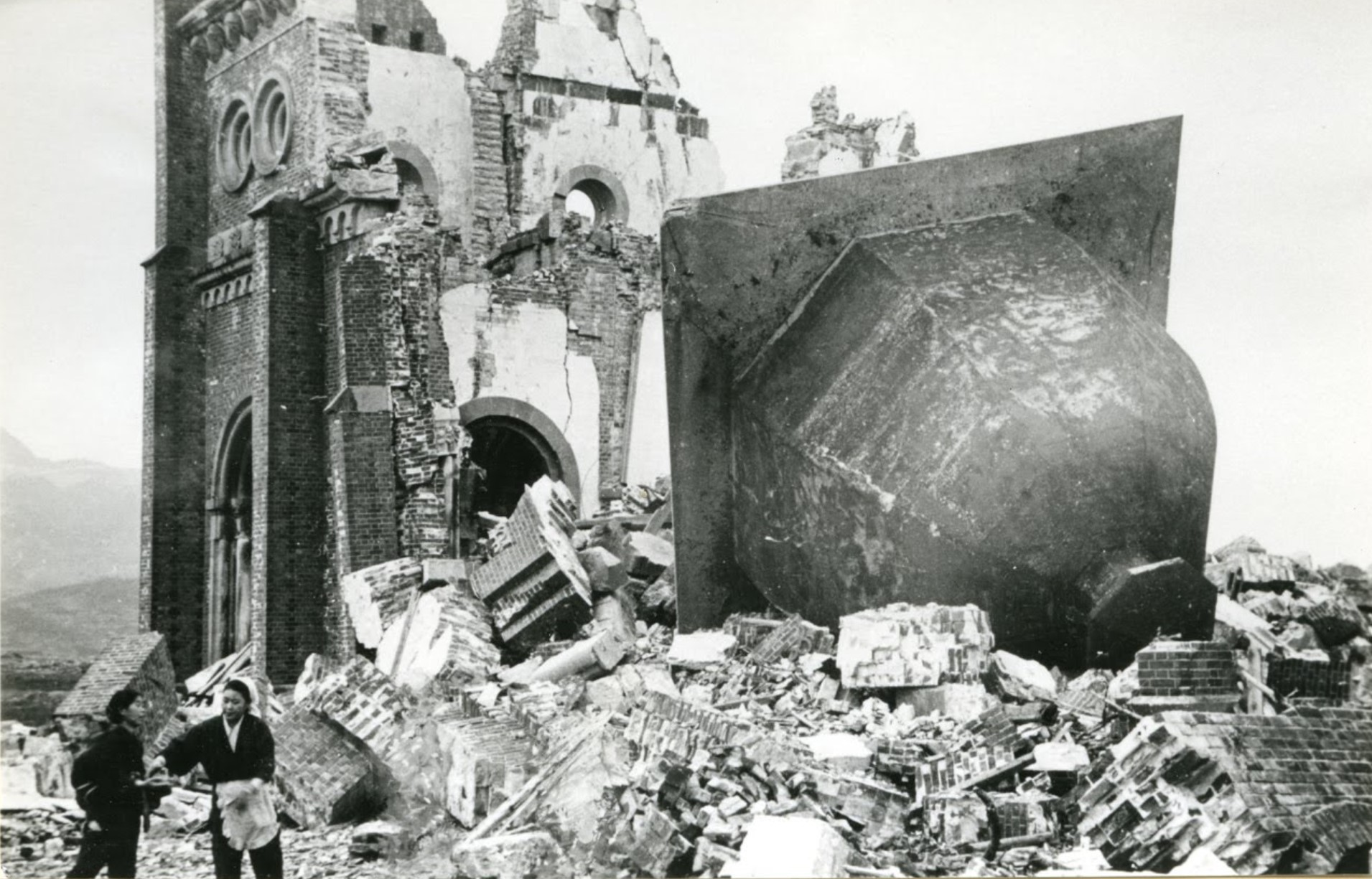
Az urakami katedrális, 1946. január

1945. augusztus 9-én, a város fekete napján, a mindössze 500 méterre a katedrálistól becsapódó atombomba teljesen elpusztította. 1959-ben vehette kezdetét az újjáépítés, majd 1980-ban visszakapta eredeti formáját, stílusát.